# Турки в Польше
Турки в Польше (пол. Turcy w Polsce, тур. Polonya'daki Türkler) — представители турецкой диаспоры, проживающей в Польше.

## История

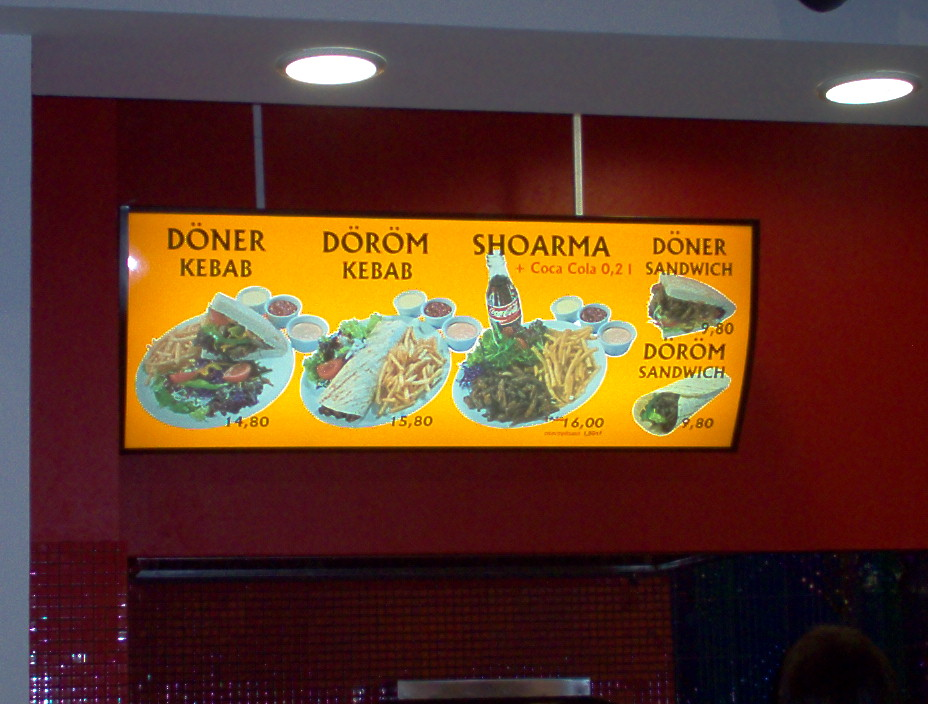
Магазин турецкого кебаба в Лодзе

Миграция тюркских народов в Польшу началась в конце 14 века и первоначально ими являлись татары из Золотой Орды, впоследствии ставшие польско-литовскими татарами или «липками» и принятые населением Великого Княжества Литовского, несмотря на их приверженность тенгрианству, а затем и исламу.
В дальнейшем, эту роль сыграли турки из Турции, иммигрировавшие со времён Османской империи, хотя последовательных статистических данных об их численности мало. Большинство из этих турок живут в Варшаве и Лодзи, но есть также турецкие общины в Гданьске, Познани, Кракове и Вроцлаве, а также студенты в небольших городах, таких как Люблин или Кросно.
Многие турки в Польше занимаются предпринимательской и инвестиционной деятельностью.
По данным переписи населения 2021 года, 2566 жителей Польши декларировали турецкую национальность, в том числе 1226 как первую (из них 861 — единственную) и 1340 как вторую. 1586 опрошенных считали себя одновременно поляками. По данным переписи населения 2021 года, в Польше 2883 человека используют турецкий язык дома.

## Натурализация
| Год          | 1998 | 1999 | 2000 | 2001 | 2002 | 2003 | 2004 | 2005 | 2006 |
| Кол-во, тыс. | 8    | 8    | 4    | 15   | 1    | 5    | 11   | 19   | 36   |

## Известные личности
- Феридун Эрол, кинорежиссер и сценарист (отец турок)
- Якуб Эрол, художник-график (отец турок)
- Мария Аврора фон Шпигель, османская турецкая любовница Августа II Сильного[5]
  - Фридрих Август Рутовский, командовал саксонскими войсками при осаде Пирны (турецкая мать)[6]
  - Мария Анна Катарина Рутовская, дворянка (мать турчанка)
- Теуво Тулио, кинорежиссер (отец турецко-польского происхождения)